# Prince Regent (DLR)
Pour les articles homonymes, voir Prince Regent.
Prince Regent (en anglais : Prince Regent DLR station), est une station de la ligne de métro léger automatique Docklands Light Railway (DLR), en zone 3 Travelcard. Elle  est située sur la Victoria Dock Road, à Canning Town dans le borough londonien de Newham sur le territoire du Grand Londres.
Elle est à proximité du ExCeL London, centre de congrès, d'exposition et complexe sportif.

## Situation sur le réseau

Plan de la ligne du métro léger DLR.

Située en surface, Prince Regent est une station, de la branche est Canning Town - Beckton, de la ligne de métro léger Docklands Light Railway, elle est établie entre les stations : Royal Albert, en direction de Beckton, et Custom House, en direction de Canning Town,. Elle est en zone 3 Travelcard.
Station de passage, elle dispose des deux voies, numérotées 1 et 2, encadrant un quai central.

## Histoire
La station de passage Prince Regent est mise en service le 28 mars 1994, lors de l'ouverture de la prolongation de Poplar à Beckton, dite branche est Canning Town - Beckton du Docklands Light Railway (DLR).
En 2016, la fréquentation de la station est de 3,092 millions d'utilisateurs.

## Services aux voyageurs

### Accès et accueil
L'entrée de la station est accessible par la Victoria Dock Road. Elle est accessible aux personnes à la mobilité réduite.

### Desserte
La station Prince Regent DLR est desservie par les rames des relations : Stratford International - Beckton et Tower Gateway - Beckton,.

Installations et desserte
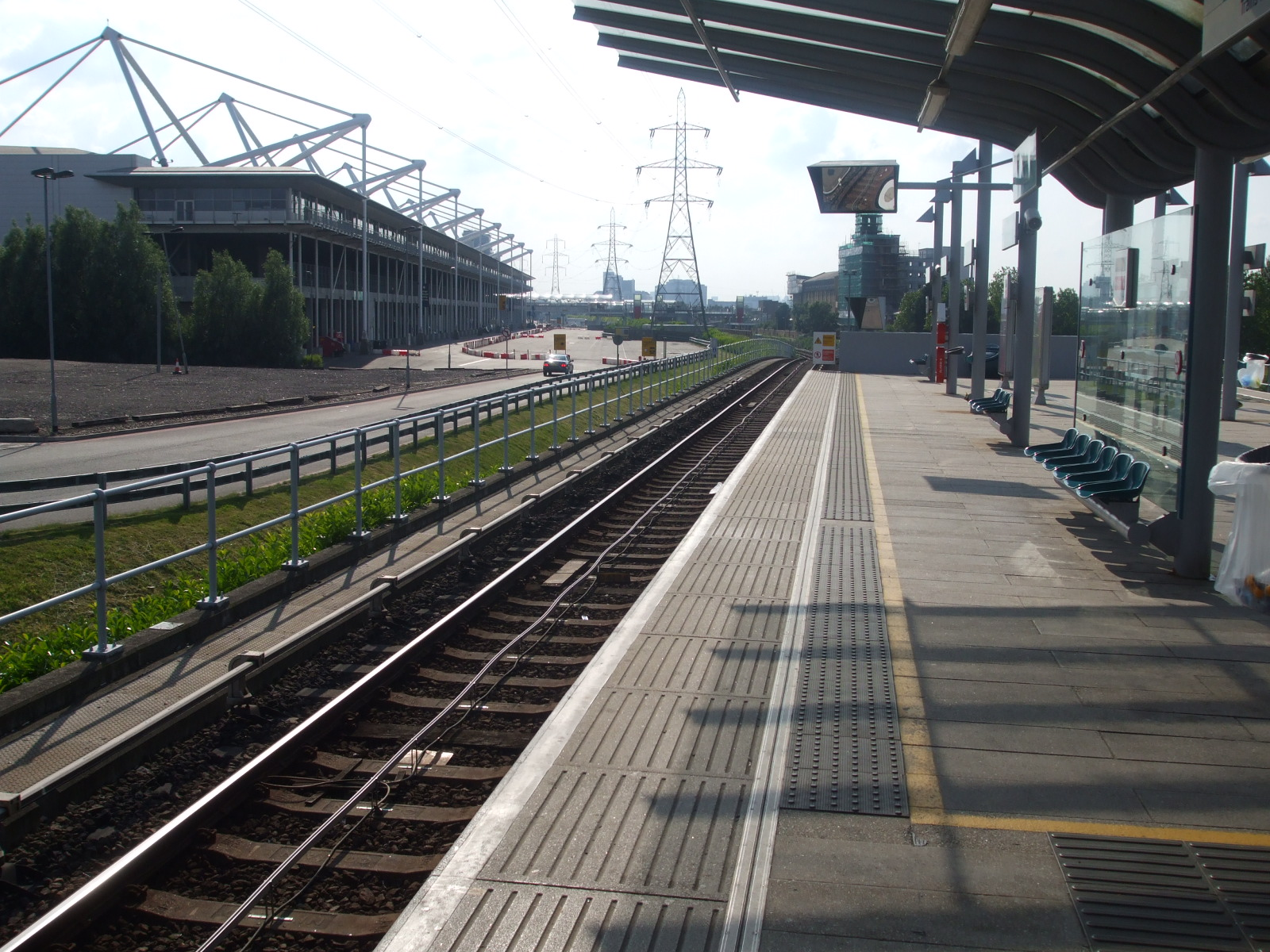
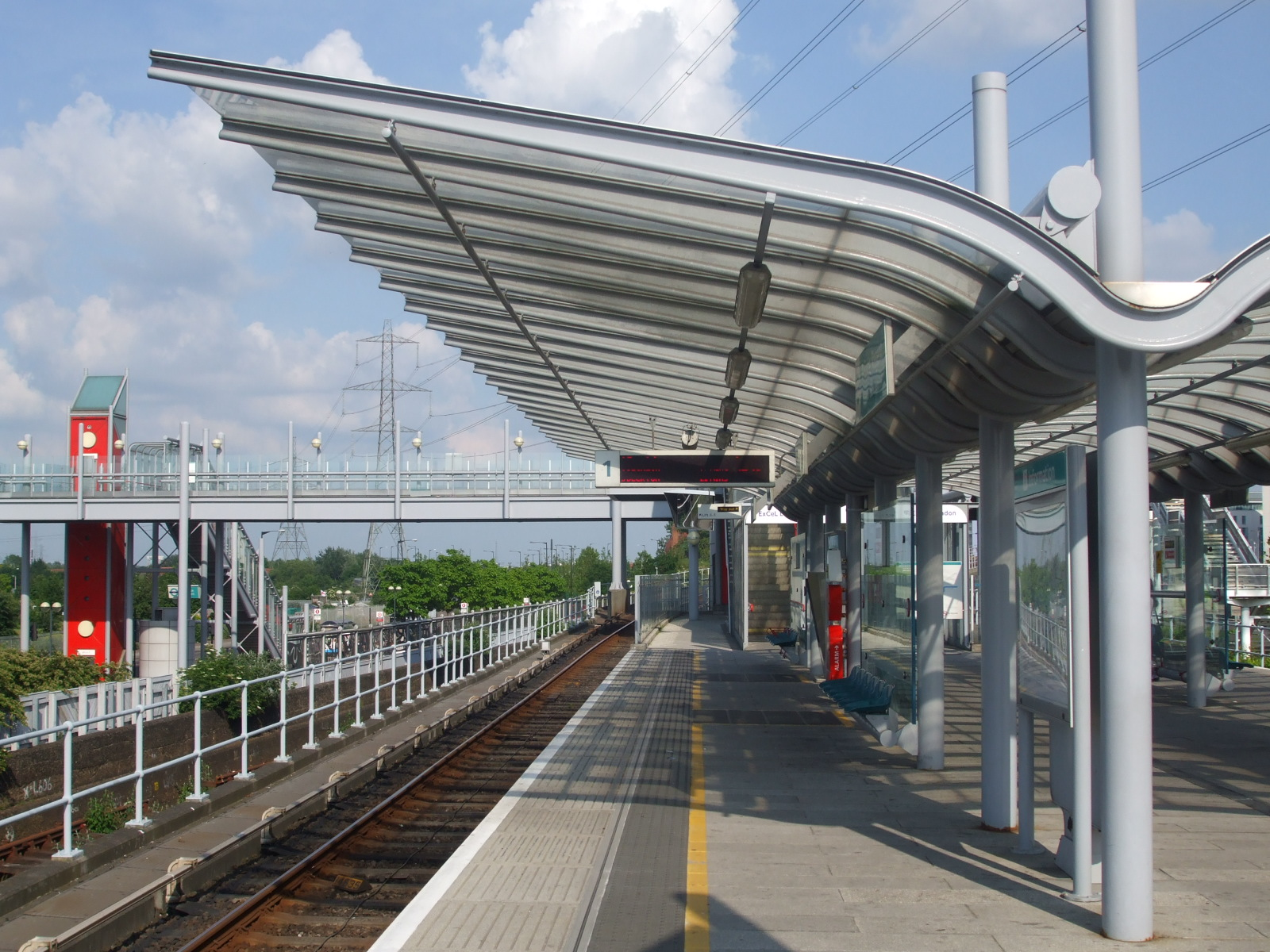
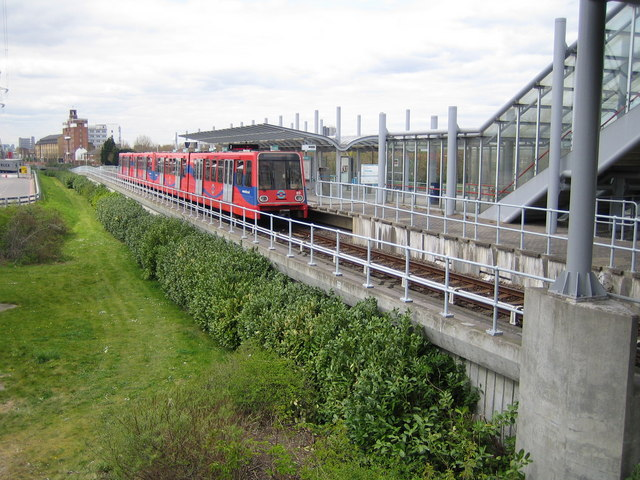

### Intermodalité
À proximité, des arrêts de bus sont desservis par les lignes : 300, 325, 473 et 678 .

## À proximité
- Canning Town
- ExCeL London